# Cronologia di Battlestar Galactica
Quella che segue è la cronologia degli eventi narrati nell'universo fantascientifico di Battlestar Galactica, comprendente la miniserie del 2003, la serie televisiva andata in onda tra il 2004 e 2009, tre webserie, due film per la televisione e il prequel Caprica.
Nel centro del sistema di datazione temporale viene posto per convenzione l'Olocausto Cylone. Gli eventi precedenti alla caduta delle Dodici Colonie sono dunque indicati con la locuzione BCH (Before Cylon Holocaust).

## BCH

### Storia antica
- In un periodo di tempo non specificato, gli uomini del pianeta Kobol si divisero in 12 tribù. La razza umana era evoluta dal punto di vista tecnologico tanto da riuscire a viaggiare nello spazio ed essere in grado di creare le prime forme di vita artificiali. Si scatenò una guerra tra le macchine e gli uomini, e ad un certo punto i robot si evolsero e presero forma umanoide. Nelle Sacre Scritture questi robot antropomorfi verranno chiamati la "Tredicesima tribù".[1]
- Circa 4000 anni BCH: la Tredicesima tribù lascia Kobol e costruisce il Tempio dei Cinque.[2]
- Tra i 3000 e i 2000 anni BCH: la Tredicesima tribù prospera su un pianeta chiamato Terra. I cyloni umanoidi possono riprodursi sessualmente e la tecnologia della resurrezione (o download) viene abbandonata. La Tribù produce inoltre nuovi robot, da usare come manodopera.
- Circa 2000 anni BCH: Samuel Anders, Tory Foster, Ellen Tigh, Saul Tigh e Galen Tyrol nascono sulla Terra e insieme riescono a rielaborare il sistema download della resurrezione. Quando i robot si ribellano ai cyloni umanoidi, i cinque scienziati preparano per precauzione una nave resurrezione per potersi salvare dall'Olocausto. Sulla Terra scoppia una guerra nucleare, e l'intera popolazione viene distrutta. Gli Ultimi Cinque risorgono sull'astronave da loro creata e partono allo volta di Kobol. Nel frattempo, le rimanenti Dodici Tribù lasciano Kobol e si stabiliscono su altrettanti pianeti, chiamati i Dodici Mondi. La dea Atena si uccide per la disperazione; nella sua tomba viene costruita una proiezione 3D che mostra la Terra e i Dodici segni zodiacali per la cui attivazione è necessaria la Freccia di Apollo. Gli Ultimi Cinque sono consapevoli della ciclicità della eventi, e sanno che in futuro le Dodici Colonie tenteranno di ricreare i robot senzienti. Decidono dunque di raggiungerli per avvertirli, ma la loro astronave non è equipaggiata di velocità superluminale e il viaggio dura circa 2000 anni.

### Storia coloniale
- Tra i 2000 e i 52 anni BCH: i Dodici Mondi prosperano. Ciascun pianeta agisce come regno indipendente e non mancano le guerre intracoloniali.
- Circa 93 anni BCH: la Guerra civile del pianeta Tauron causa l'immigrazione su Caprica di Joseph e Sam Adamo, che vengono ospitati in un orfanotrofio. In seguito, Joseph diventa un avvocato grazie ai fondi scolastici offertigli dall'organizzazione criminale Ha'la'tha, mentre suo fratello Sam diventa un malavitoso.[3]
- 58 anni BCH: l'ingegnere informatico Daniel Graystone ruba un processore meta-cognitivo dal rivale Tomas Vergin e con esso crea il primo Cylone: la coscienza della defunta figlia Zoe viene trasferita nel corpo metallico di un centurione.[3]
- Circa 58 anni BCH: William Adama nasce a Qualai, Caprica.[4][5]
- 52 anni BCH: i Cyloni iniziano la prima guerra Cilone[6] e i dodici pianeti si unificano nelle Dodici Colonie di Kobol firmando gli Articoli di Colonizzazione.[6]
- Circa 50 anni BCH: La Base Stellare Galactica entra in servizio.
- 42 anni BCH: William Adamo diventa pilota di Viper.[4][7]
- 40 anni BCH: i Centurioni iniziano la sperimentazione di Cyloni con forme umanoidi; riescono a creare i primi ibridi, ma non forme umanoidi complete. Gli Ultimi Cinque arrivano alle Dodici Colonie e negoziano la fine della guerra con i Cyloni, offrendo  loro la tecnologia della resurrezione in cambio della resa. Viene dunque firmato un armistizio tra i Cyloni e gli uomini; i primi si autoesiliano dalle Colonie.
- Tra i 37 e 30 anni BCH: i Cyloni si stabiliscono presso la base segreta chiamata Colonia. Gli Ultimi Cinque creano John Cavil, e lo designano come serie Numero Uno. John matura e assiste gli Ultimi Cinque nella creazione di altre sette modelli umanoidi.
- Circa 30 BCH: Cavil uccide per gelosia i modelli Numero Sette e gli Ultimi Cinque, le cui coscienze vengono ibernate. Saul Tigh viene resuscitato come Ufficiale militare della Flotta Coloniale, Ellen lo raggiunge poco dopo.
- Circa 27 anni BCH: William e Carolanne Adamo si sposano.
- Circa 26 anni BCH: nasce Lee Adamo.
- Circa 24 anni BCH: nasce Zak Adamo.
- 11 anni BCH: Laura Roslin inizia la sua carriera politica.[8]
- Circa 10 anni BCH: Galen Tyrol si arruola nella Flotta Coloniale.
- 9 anni BCH: William Adamo viene promosso Comandante e assegnato alla Base Stellare Valkyrie.[4]
- 7 anni BCH: Saul e Ellen Tigh si sposano.
- Tra i 5 e un anno BCH[9][10]: il padre e le sorelle di Laura Roslin vengono uccisi in un incidente stradale. Kara Thrace e Lee Adamo si incontrano per la prima volta. Caprica Sei trova un centro di pensionamento per il padre di Gaius Baltar. William Adamo declina un'offerta di lavoro quando viene forzato a sottoporsi alla prova del poligrafo. Saul ed Ellen Tigh festeggiano il loro pensionamento. Sharon Valerii rischia di essere buttata fuori dalla Flotta Coloniale, ma William Adamo decide di darle una seconda possibilità. Laura Roslin si unisce alla campagna elettorale di Richard Adar. Gaius Baltar promette a Caprica Sei completo accesso al Mainframe della Difesa Coloniale, in cambio del suo aiuto con il Command Navigation Program.
- 5 anni BCH: Galen Tyrol viene assegnato al Galactica.[8]
- 4 anni BCH: Kara Thrace si laurea alla Accademia militare[11] e sua madre Socrata muore di cancro allo stomaco.[11]
- 3 anni BCH: Felix Gaeta viene assegnato al Galactica.[12]
- 2 anni BCH: Caprica Sei si trasferisce su Caprica[13] e incontra Gaius Baltar.[12] Sharon Valerii inizia a prestare servizio sul Galactica.[14] Zak Adamo muore in un incidente di volo.[12] Il Tenente Kara Thrace viene riassegnata al Galactica.[15]

## Ora zero (miniserie)
- La Stazione dell'Armistizio è distrutta dai Cyloni.
- Laura Roslin scopre di soffrire di cancro.
- Il Galactica è disimpegnato.
- Le Dodici Colonie, a partire da Picon, vengono pesantemente bombardate con armi nucleari. Ha inizio l'invasione Cylone.
- Battaglia di Virgon e completa distruzione della Flotta Coloniale. La Pegasus riesce a fuggire.
- I caccia Cyloni attaccano il Galactica, infliggendo lievi danni e causando 85 morti.
- A seguito della notizia della morte o della scomparsa dei membri del governo, Laura Roslin è eletta Presidente delle Dodici Colonie.
- Helo naufraga sulla Caprica invasa dai Cyloni.
- Il Colonial One si ricongiunge con una flotta di navi civili vicino Caprica.
- Il Comandante Adamo assume il comando della Flotta Coloniale ed ordina di convergere all'ancoraggio di Ragnar.
- La Flotta Coloniale riesce a fuggire combattendo la Battaglia di Ragnar.

### Caduta delle Dodici Colonie
La caduta delle Dodici Colonie (chiamato anche attacco Cylone o olocausto Cylone) è conseguente all'attacco che rinnovò il conflitto tra gli umani delle Dodici Colonie di Kobol e le loro creazioni robotiche, i Cyloni, dopo un periodo di pace durato 40 anni. I Cyloni diedero inizio all'attacco con un gesto simbolico, distruggendo la Stazione dell'Armistizio istituita al termine della Prima Guerra Cylone. A causa della remota posizione della stazione, il mancato rientro del funzionario assegnatogli non destò alcuna preoccupazione in seno alla Flotta Coloniale. I Cyloni riuscirono ad annientare le Dodici Colonie infiltrandosi nella loro società civile e militare attraverso nuovi modelli cyloni dalle sembianze umane. Una di queste copie, Caprica Sei, sedusse il brillante Dr. Gaius Baltar in modo tale da avere accesso al sistema di difesa coloniale, ideato dallo stesso Baltar, e da sabotarlo. A seguito del sabotaggio del sistema, i Cyloni tornarono dal loro esilio pronti a scatenare la loro vendetta. I backdoor inseriti da Numero Sei nel sistema di difesa coloniale permisero loro, attraverso vari tipi di attacchi elettronici, di bypassare l'intero sistema. Interi squadroni di Viper persero energia prima ancora di poter affrontare il nemico, rendendo così possibile ai Cyloni abbatterli praticamente uno dopo l'altro. Le Basi Stellari Coloniali soffrirono di innumerevoli malfunzionamenti, fino ad arrivare anche al totale collasso energetico. Tutto ciò, unito alla sorpresa dell'attacco, permise ai Cyloni di annientare quasi interamente la Flotta Coloniale soffrendo ridottissime perdite. La nave stellare Galactica, approssimativamente a 300 milioni di miglia da Caprica, fu la sola nave coloniale a rimanere incolume dal sabotaggio, poiché, essendo antiquata e destinata al disarmo, i suoi computer non erano mai stati collegati in rete o aggiornati a sistemi difensivi più moderni, come quello di Gaius Baltar. Questa tattica di anti-infiltrazione, usata durante la Prima Guerra Cylone, era mantenuta a bordo per volere del Comandante William Adamo, nonostante il periodo di pace e che la nave fosse ormai prossima al disarmo. In contemporanea all'annientamento della Flotta Coloniale, i Cyloni lanciarono un massiccio bombardamento nucleare su ciascuna delle Dodici Colonie, colpendo principalmente la popolazione civile e i centri strategici principali. La maggior parte della flotta Cylone salta direttamente a Caprica. Dopo la distruzione di almeno quattro basistellari e la loro scorta di Viper, le navi base iniziano ad attaccare il pianeta con MIRV nucleari, mentre contemporaneamente atterrano Centurioni in vari punti per assalti di terra. Caprica City è colpita da una detonazione che si avvicina ai 50 megatoni, seguita da altri sganci su altre città. Picon viene colpito duramente proprio come Caprica, con i Cyloni che distruggono il Quartier Generale della Flotta Coloniale nei primi minuti degli attacchi. L'attrazione principale di Picon, i suoi porti, sono l'obiettivo principale delle forze attaccanti Cyloni. Anche Leonis è colpita da ordigni nucleari e invasa da truppe di terra che iniziano a massacrare i sopravvissuti. Delle detonazioni possono essere viste sulla superficie di Canceron mentre la nave Pyxis la sta lasciando. L'attacco fu un successo addirittura superiore alla più ottimistiche proiezioni dei Cyloni. Alla notizia dell'attacco, il Governo Coloniale ordinò a tutte le navi civili di non muoversi dalle loro posizioni e di interrompere i loro viaggi, principalmente per evitare che le persone a bordo potessero scendere sui pianeti sotto bombardamento da parte dei Cyloni, e quindi per salvare le loro vite.
Mentre la principale battaglia contro i Cyloni si svolgeva nell'orbita di Virgon, il Galactica si preparava a possibili scontri nonostante due grossi problemi. Primo, il Galactica aveva da poco distrutto la maggior parte delle sue riserve di munizioni in occasione della cerimonia di disarmo; secondo, la nave non disponeva di Viper da far volare. Il suo ultimo squadrone di Viper classe VII aveva lasciato la nave dopo la cerimonia di disarmo, venendo poi rapidamente distrutto in un attacco cylone. Fortunatamente, la nave disponeva ancora di vecchi Viper Mark II a bordo a seguito della recente cerimonia e in previsione della futura trasformazione della nave in museo. Questi Viper erano vecchi ma dal robusto design, capaci di resistere all'infiltrazione cylone poiché non aggiornati a sistemi più recenti.
Grazie a questi, il Galactica fu in grado di sopravvivere a diversi attacchi fin dal suo primo ingaggio nella nuova guerra. La nave fu in grado di sopravvivere al diretto impatto di una testata nucleare cylone, pur pagando con la perdita di 85 membri dell'equipaggio. Alla notizia che la nave Atlantia, così come il resto della flotta, era ormai prossima alla distruzione, il Comandante Adamo assunse il comando di ciò che restava della Flotta Coloniale, inviando una trasmissione a tutte le navi sopravvissute con l'ordine di radunarsi presso l'Ancoraggio Ragnar per organizzare una contro-offensiva. La Stazione Ragnar infatti, situata nell'orbita bassa dell'omonimo gigante gassoso, teneva in stoccaggio un gran carico di batterie difensive e di munizioni per i Viper. Il Galactica riuscì ad effettuare con successo un salto FTL su Ragnar, evitando così di dover attraversare il vicino spazio di Virgon, ormai nelle mani della flotta cylone. Dopo il bombardamento nucleare di Picon, il Governo Coloniale guidato dal Presidente Richard Adar cercò di segnalare una resa totale e incondizionata delle Dodici Colonie, richiesta che però i Cyloni ignorarono completamente. Poco dopo, il Presidente Adar e l'intero corpo governativo, fatto salvo il Segretario all'Educazione Laura Roslin, furono uccisi o dati per dispersi. A seguito di ciò il segnalatore automatico della Casa Arancione si attivò alla ricerca di qualsiasi ufficiale governativo rimasto in vita, segnale a cui rispose unicamente la Roslin. A seguito di ciò, pur essendo assai lontana nella linea di successione presidenziale, Laura Roslin prestò giuramento a bordo del Volo Coloniale 798, divenendo il nuovo Presidente delle Dodici Colonie. La Roslin ordinò immediatamente a tutte le navi civili e militari di radunarsi per formare un unico convoglio di sopravvissuti. Infine il convoglio riuscì a raggiungere con successo a Ragnar il Galactica, costretto però a lasciarsi alle spalle numerose navi sub-luce, che furono distrutte dai Cyloni. Il Galactica non fu la sola nave da guerra a scampare alla distruzione. Un attacco ai cantieri navali di Scorpia distrusse almeno due navi stellari, ma la Pegasus, operativa solo parzialmente a quel tempo, riuscì a scappare, senza però venire a sapere del destino del Galactica se non diversi mesi dopo.
La battaglia di Ragnar costituì l'unico, ma fondamentale, successo bellico coloniale nel corso del conflitto. Da qui, inizialmente, il comandante Adamo intendeva lanciare un contro-attacco contro la flotta cylone. Tuttavia, il Presidente Roslin riuscì a convincerlo a desistere mettendolo di fronte alla scottante realtà dei fatti: le Colonie erano state distrutte, la flotta spazzata via, e la razza umana era quasi sull'orlo dell'estinzione, essendo sopravvissute solo circa 50.000 persone a bordo del convoglio di navi radunato a Ragnar. Adamo decise quindi di porre il Galactica alla guida del convoglio, per condurlo attraverso il Settore Prolmar, lasciandosi alle spalle le Dodici Colonie, senza mai più tornarci. Per riuscirvi, però, il Galactica doveva prima riuscire a guidare e proteggere la flotta al di fuori dell'atmosfera del gigante gassoso, per consentire la fuga attraverso il salto FTL. Il Galactica riuscì con successo ad affrontare le Astrobasi Cyloni in orbita per il tempo necessario a consentire la fuga del convoglio, prima di lasciare esso stesso quella zona di spazio. Per scampare al costante inseguimento dei Cyloni, e per dare una nuova speranza di vita ai sopravvissuti, Adamo decise di guidare il convoglio alla ricerca della Tredicesima Colonia, situata su un lontano pianeta, considerato però solo una leggenda: la Terra.
Nonostante i vari significati che i Cyloni daranno all'attacco contro le Colonie, come il volere di Dio o una risposta ad un primo attacco da parte della Flotta Coloniale, mente e responsabile del genocidio è il Cylone Numero Uno che si infiltrerà successivamente sul Galactica con l'identità di Padre Cavil. Numero Uno fu il primo dei Sette Cyloni ad esser creato dagli Ultimi Cinque, ben presto sviluppò un profondo odio per gli esseri umani e la fiducia che gli Ultimi Cinque riponevano in questi per il futuro della razza Cylone. Contribuì a questo odio anche l'aspetto umano che fu dato al Numero Uno, di cui non sopportava le limitazioni "fisiche" a cui doveva sottostare. Sbarazzatosi dei Cinque, si mise quindi all'opera per fomentare all'interno della popolazione Cylone l'odio nei confronti dei coloniali.

## Dopo l'Olocausto

### Prima stagione

#### Da33 minutiaLa profezia di Pitia
- 6º giorno: La Flotta Coloniale riesce a scampare ai Cyloni dopo essere stata attaccata per sei giorni ininterrottamente. Il Galactica distrugge l'Olimpic Carrier, abbordato dai Cyloni.
- 7º giorno:
  - Prima nuova nascita nella Flotta Coloniale.
  - La Pegasus incontra 15 navi civili e le saccheggia.
- 10º giorno: Un sabotaggio danneggia i contenitori d'acqua del Galactica.
- 12º giorno: Rivolta dei prigionieri, guidata da Tom Zarek.
- 14º giorno: Scorpion precipita su una luna rossa a seguito di una battaglia con i Cyloni.
- 15º giorno: Scorpion ritorna sul Galactica con un caccia cylone.
- 17º giorno: 
  - Un Cylone suicida si fa esplodere a bordo del Galactica, arrivando quasi ad uccidere Adamo e Tigh.
  - Una commissione d'investigazione centra i sospetti su Galen Tyrol. La commissione verrà sciolta da Adamo.
- 21º giorno: Ellen Tigh viene ritrovata a bordo della Rising Star.
- 24º giorno:
  - Numero Otto e Helo si innamorano.
  - "Shelly Godfrey", in realtà Numero Sei, cerca di affibbiare a Gaius Baltar la colpa della Caduta delle Dodici Colonie; successivamente scompare.
- 25º giorno: Viene ritrovata e giustiziata una copia di Leoben Conoy.
- 26º giorno: Ellen Tigh riprende conoscenza.
- 28º giorno: Adamo porta Ellen a bordo del Galactica.
- 26º giorno:
  - Il Galactica conquista una base mineraria Cylone e comincia ad estrarne il tylium.
  - La Sharon su Caprica comincia a mostrare i primi segni della gravidanza.

#### DaL'ago della bilanciaaLa Freccia di Apollo
- Giorni 46-49:
  - Laura Roslin convoca un nuovo Consiglio dei Dodici. Zarek è il rappresentante di Sagittarion, Baltar quello di Caprica.
  - Baltar e Scorpion fanno l'amore, ma Kara lo lascia, quasi intontita.
  - Helo e Sharon entrano nello spazioporto di Delphi. Helo scopre che Sharon è un Cylone e fugge.
- 50º giorno:
  - Boomer e Crashdown trovano Kobol.
  - Il Presidente Roslin non riesce a convincere Adamo a mandare il caccia Cylone rubato a Caprica per recuperare la Freccia di Apollo.
  - Un gruppo di esplorazione viene fatto precipitare su Kobol da una nave base dei Cyloni.
- 51º giorno
  - I sopravvissuti a Kobol fuggono nei boschi.
  - Scorpion accetta di portare il caccia rubato a Caprica.
  - Adamo accusa la Roslin di avere sobillato un ammutinamento sul Galactica e la fa arrestare. Apollo tenta di fermare la squadra d'assalto e viene arrestato a sua volta.
  - Scorpion arriva a Caprica, prende la Freccia e incontra Helo.
  - Boomer distrugge la nave base Cylone in orbita a Kobol.
  - Di ritorno sul Galactica, il programma Cylone di Boomer viene attivato e spara ad Adamo, ferendolo gravemente.

### Seconda stagione

#### DaLotta per la vitaaIl sentiero del destino
- 51º giorno:
  - Il Galactica perde momentaneamente i contatti con il resto della Flotta Coloniale.
  - Il Galactica viene parzialmente disabilitato da un virus infiltrato dai Cyloni e poco dopo una pattuglia di centurioni abborda la nave, senza successo.
  - Baltar uccide Crashdown su Kobol dopo che questi aveva tentato di uccidere Cally Henderson.
- 52º giorno: Tigh interroga e arresta Tyrol, sospettando di lui per la sua relazione con Boomer.
- 53º giorno:
  - In un incontro con il Consiglio dei Dodici, la Roslin annuncia che il colpo di Stato è illegale e che lei è ancora Presidente delle Dodici Colonie.
  - Il Colonnello Tigh dichiara la legge marziale nella Flotta Coloniale. Come risposta, diverse navi si rifiutano di rifornire il Galactica.
  - I marines abbordano le navi ribelli. Sul Gideon, uccidono alcuni dimostranti, causando una profonda crisi nella Flotta.
  - Scorpion ed Helo si incontrano con i membri della Resistenza di Caprica.
  - Cally uccide Boomer.
- 54º giorno
  - Adamo si sveglia.
  - La Roslin fugge dal Galactica.
- 55º giorno
  - La Roslin si rifugia sul Kimba Huta.
  - Adamo riprende il comando del Galactica.
  - La Flotta si separa fra chi segue la Roslin a Kobol e chi resta con Adamo.
  - Scorpion viene catturata dai Cyloni e successivamente liberata dalla Resistenza.
  - Scorpion, Helo e Sharon lasciano Caprica per Kobol.

#### Verso casa, parti I e II
- 62º giorno:
  - Scorpion arriva sulla Astral Queen.
  - Il Comandante Adamo promuove George Birch nuovo CAG del Galactica.
- 64º giorno:
  - La spedizione della Roslin comincia a cercare la Tomba di Atena.
  - Morte di Elosha.
  - Adamo decide di riunire la Flotta Coloniale e raccoglie informazioni su Kobol.
- 65º giorno:
  - Adamo e il suo gruppo trovano il gruppo della Roslin.
  - Ritrovamento della Tomba di Atena.
  - Laura Roslin è ristabilita come legittimo Presidente e ha fine la legge marziale.

#### DaVita di bordoaIl sogno di Tyrol
- 75º giorno: D'anna Biers, in realtà Numero Tre, fa un documentario sulla vita a bordo del Galactica.
- 91º giorno: Cally è rilasciata di prigione.

#### Tra i giorni 91 e 175
- Il dottor Cotton dà alla Roslin appena un mese di vita.
- Il virus Cylone torna a disabilitare alcune funzioni del Galactica.
- Tyrol comincia a costruire il Blackbird.
- Il Galactica distrugge centinaia di caccia Cyloni, disabilitati grazie a Sharon.
- Una bomba intelligente Cylone viene espulsa dal Galactica.
- Test del Blackbird, chiamato Laura.
- I Cyloni attaccano il Greenleaf.

#### Scontro mortale
- Il Galactica ritrova la Pegasus.
- L'Ammiraglio Cain assume il comando della Flotta Coloniale.
- 175º giorno:
  - Tyrol e Helo uccidono accidentalmente il Tenente Thorne della Pegasus per salvare Sharon e vengono arrestati.
  - Adamo, infuriato per il fatto che la Cain ha condannato a morte Tyrol e Helo, invia i Viper contro la Pegasus. Tra le due fazioni si crea una pesante situazione di stallo.

#### L'enigma Resurrection, parti I e II
- 175º giorno:
  - Fine dello scontro fra le due basi stellari.
  - Scorpion torna da una missione non autorizzata con le immagini ravvicinate del vascello Cylone Resurrection.
- 177º giorno:
  - Battaglia del Resurrection e distruzione dell'incrociatore.
  - Numero Sei uccide l'Ammiraglio Cain.
  - Il Presidente Roslin promuove Adamo ad ammiraglio.

#### Pace con i Cyloni
- 189º giorno:
  - La Roslin, in fin di vita, è portata nell'infermeria del Galactica.
  - Un movimento pacifista che chiede di arrendersi ai Cyloni viene a crearsi nella Flotta Coloniale.
  - Particolarità del feto Cylone di Sharon vengono usate per guarire il cancro e la Roslin.
  - Baltar consegna la sua testata nucleare al movimento pacifista, controllato da Numero Sei.

#### Ostaggi dei mercanti
- Il mercato nero uccide il Comandante Fisk, della Pegasus.
- Lee Adamo uccide il capo del mercato nero.

#### Un nemico da abbattere
- Scorpion e Kat distruggono un caccia Cylone chiamato Scar, che aveva già mietuto molte vittime.

#### Fuoco amico
- Sesha Abinell cattura degli ostaggi a bordo della Cloud Nine e chiede che le venga data Sharon.
- Un'incursione dei marines del Galactica porta all'uccisione della Abinell e dei terroristi, che prima però uccidono Billy Keykeya, l'assistente del Presidente Roslin.

#### Onore al merito
- Lee Adamo è promosso a Maggiore e affidato alla Pegasus.
- La Pegasus viene gravemente danneggiata durante un violento scontro con i Cyloni, durante il quale muore il Comandante Garner.
- Il Maggiore Adamo è promosso a Comandante della Pegasus.
- Gaius Baltar si candida alla presidenza della Flotta Coloniale.

#### Un nuovo inizio
- 1º giorno (flashback dall'Ora Zero: Caprica-Sei è uccisa a casa di Baltar durante un'esplosione nucleare): Caprica-Sei viene resuscitata.
- 53º giorno (flashback: Cally Henderson uccide Boomer): Numero Otto viene resuscitata.
- Data da definire:
- Numero Tre chiede a Caprica Sei di aiutare Boomer ad accettare la sua nuova vita.
- Caprica Sei e Boomer decidono di convincere i Cyloni a cambiare tattica nei confronti dei Coloniali.
- 270º giorno: 
  - Nascita di Hera Agathon, prematura di un mese.
  - La Roslin finge la morte di Hera e, in segreto, dà la vera bambina ad una donna di nome Maya.

#### Missione 2 Alpha, parti I e II
- 256º giorno: Tyrol comincia a fare dei sogni dove si vede suicidarsi.
- 269º giorno:
  - Cominciano i dibattiti presidenziali.
  - Scorpion, Gaeta e Adamo addestrano i piloti assegnati alla missione di salvataggio su Caprica.
  - Tyrol attacca Cally dopo un altro dei suoi incubi.
- 270º giorno:
  - Partenza della squadra di salvataggio per Caprica.
  - Racetrack, dispersa dal resto della squadra, trova un pianeta abitabile.
  - La squadra di salvataggio arriva su Caprica e si incontra con la Resistenza, ma tutti vengono circondati dai Cyloni.
  - Fratello Cavil, un prete, spiega a Tyrol il significato dei suoi incubi.
- 280º giorno: Ultimo dibattito presidenziale.
- 281º giorno: La squadra di salvataggio e la Resistenza scoprono che i Cyloni hanno completamente abbandonato il pianeta e tornano sul Galactica con un Cavil.
- 282º giorno: La squadra di salvataggio e la Resistenza tornano sul Galactica. Cavil è smascherato come Cylone.
- 283º giorno:
  - Risultato delle elezioni: Baltar vince.
  - L'assistente presidenziale della Roslin ed il Colonnello Tigh cercano di truccare il risultato delle elezioni, ma Adamo convince la Roslin a desistere dal farlo.
- 284º giorno:
  - Baltar giura come Presidente delle Dodici Colonie ed annuncia che tutta la Flotta Coloniale si muoverà su New Caprica.
  - Numero Sei fa esplodere la bomba nucleare datale da Baltar e distrugge la Cloud Nine.
- 285º giorno: Adamo cerca di discutere la questione della distruzione della Cloud Nine con il Presidente Baltar, ma questi si rifiuta di affrontare la faccenda e continua a concentrarsi solo su New Caprica.
- Tra i giorni 285 e 315:
  - La Flotta Coloniale arriva su New Caprica e comincia la costruzione di un insediamento permanente.
  - Matrimonio fra Tyrol e Cally.
  - Gaeta si ritira dal servizio militare e diventa l'assistente di Baltar.

#### Flashback daConti in sospeso
- 420º giorno:
  - Dualla viene trasferita sulla Pegasus.
  - Tyrol e Cally si ritirano dal servizio militare sul Galactica e vanno a vivere su New Caprica.
  - Il governo di Baltar festeggia le prime costruzioni permanenti di New Caprica.
- 421º giorno:
  - L'Ammiraglio Adamo e la Roslin passano del tempo assieme su New Caprica.
  - Scorpion sposa Samuel Anderson.
  - Lee Adamo e Dualla si fidanzano.
- Fra i giorni 421 e 660:
  - Lee Adamo e Dualla si sposano.
  - Sharon ed Helo si sposano. Helo ricopre ora l'incarico di tattico del Galactica.
  - Tyrol diventa un dirigente sindacale di New Caprica.
  - La Roslin apre una scuola a New Caprica, assistita da Maya.

Da Missione 2 Alpha, parte II
- 660º giorno:
  - L'Ammiraglio Adamo permette a Saul Tigh di lasciare gli incarichi del Galactica e andare a vivere su New Caprica assieme a sua moglie.
  - Tyrol organizza delle proteste contro il governo di Baltar, debole e corrotto.
  - I Cyloni scoprono New Caprica.
  - La Flotta Coloniale, incapace di combattere la flotta nemica, è costretta a ritirarsi.
  - I Cyloni occupano New Caprica.

### Battlestar Galactica: The Resistance
- Tra il 660º e il 794º giorno:
  - Nasce Nicholas Tyrol.
  - Kara Thrace viene rapita e costretta ad uno pseudo-matrimonio con Leoben Conoy, che lei cerca di uccidere ogni volta che può.
  - Si viene a formare un movimento di resistenza comandato da Saul Tigh e Galen Tyrol.
  - I Cyloni creano il corpo di polizia di New Caprica (NCP).
  - Duck si rifiuta di collaborare con la resistenza, preferendo passare più tempo con Nora.
  - Dopo un lungo colloquio i capi della resistenza decidono di nascondere le armi all'interno del tempio di Artemide.
  - I Cyloni attaccano il tempio e uccidono Nora.
  - Duck è sconvolto alla notizia della morte di Nora.
  - La popolazione comincia a sostenere la resistenza e 1000 persone protestano davanti al Colonial One per l'attacco al tempio
  - Nicholas Tyrol viene battezzato.
  - Jammer viene imprigionato e interrogato da Numero cinque che gli dona una chiave elettronica e lo invita ad arruolarsi nel NCP.

### Terza stagione
- Saul Tigh viene catturato e detenuto dai Cyloni. Uno dei suoi occhi gli viene letteralmente strappato.
- Jammer e Duck si arruolano nella polizia di New Caprica.

#### L'attentato
- 794º giorno (494º dall'insediamento, 134º dall'occupazione):
  - Il Colonnello Tigh viene rilasciato dal carcere
- 795º giorno:
  - Duck si fa saltare in aria alla cerimonia dell'NCP (New Caprica Police)
  - Felix Gaeta in segreto fornisce le frequenze sicure per poter comunicare senza le interferenze de Cyloni.
  - La resistenza riesce a comunicare con un Raptor.
  - Laura Roslin viene arrestata.

#### Esecuzione sommaria
- 795º giorno:
  - La NPC esegue una serie di arresti nella colonia e cattura molti sospetti membri della resistenza, inclusa Cally Tyrol.
- 796º giorno:
  - Leoben Conoy presenta a Kara Thrace la figlia Kacey.
  - I Cyloni costringono Baltar a firmare un ordine di esecuzione.
  - Ellen Tigh ruba una mappa con le coordinate del luogo di rendezvous con la missione di soccorso del Galactica.
  - Sharon Agathon prende contatto con Anders, ma vengono attaccati dai Cyloni
  - La Roslin e altri sull'ordine di esecuzione vengono sulla Pianura di Pergamus per essere giustiziati. Jammer libera Cally Tyrol prima degli spari.

#### Esodo, parti I e II
- 796º giorno:
  - La squadra di Tyrol tende un agguato al plotone di esecuzione e salva Laura Roslin, Tom Zarek e molti altri.
  - Sharon Agathon salva Anders e altri della resistenza dall'agguato dei Cyloni.
- 797º giorno:
  - Numero Tre fa visita ad un oracolo.
  - Sharon Agathon si infiltra in uno stabile dei Cyloni e ruba le chiavi di lancio delle navi coloniali.
  - Viene scoperto il tradimento di Ellen Tigh.
  - L'Ammiraglio Adamo ordina di effettuare il salto per New Caprica.
- 798º giorno:
  - Ellen Tigh viene avvelenata dal marito per il suo tradimento.
  - La battaglia di New Caprica ha inizio. Maya morirà, la Pegasus Verrà distrutta e Hera Agathon cadrà nelle mani dei Cyloni.
  - I Cyloni abbandonano New Caprica portandosi via Gaius Baltar.

#### Collaboratori
- 800º giorno (3º giorno del secondo esodo):
  - James Lyman, e altri 12 prima di lui sono giustiziati dal "Circolo".
  - Gaius Baltar si sveglia per la prima volta, tre giorni dopo la fuga da New Caprica, a bordo dell'astrobase Cylone.
  - Il nuovo presidente, Tom Zarek nomina Laura Roslin suo Vice Presidente, per poi ridarle la carica di Presidente.
  - Felix Gaeta viene catturato dal "Circolo", ma viene rilasciato.
  - Il Presidente Roslin abolisce il "Circolo" e grazia i sospetti collaboratori dei Cyloni.

#### TraCollaboratorieOdio e rancore
- Lee Adamo viene degradato al gradi di Maggiore e riprende il suo ruolo di CAG sul Galactica.
- Karl Agathon ricopre il ruolo di XO ad interim.

#### Odio e rancore
- 850º giorno:
  - Felix Gaeta rivela al presidente Roslin e all'Ammiraglio Adamo degli studi di Baltar sulla ricerca della via per la terra.
  - Caprica-Sei e Tre cominciano a fare ipotesi su dove possa essere la terra e a discutere dell'utilità di Baltar.
  - Un base stellare dei Cyloni mandata ad investigare la nebulosa Testa di Leone viene infettata da un virus emanato da un antico radiofaro.
  - Athena e Racetrack trovano la Nebulosa Testa di Leone e la base stellare morente.
  - Baltar ritorna sulla sua base stellare dopo la sua ricognizione sulla base stellare morta, tralasciando le informazioni sul radiofaro, ma la sua omissione viene scoperta.

#### Il prezzo della Salvezza
- 851º giorno:
  - Una squadra coloniale viene mandata a investigare presso la base stellare relitto, trovano il radiofaro, ma non tutti i Cyloni sono morti.
  - La squadra di ricognizione con alcuni prigionieri Cyloni sono sulla strada di ritorno per il Galactica quando la base stellare si autodistrugge.
  - Le investigazioni mediche scoprono che il virus può essere trattato, ma non vi è cura per i Cyloni.
  - Lee Adamo suggerisce un piano per eliminare l'intera razza Cylone uccidendo i prigionieri nelle vicinanze della nave Resurrection.
- 852º giorno:
  - Il Galactica all'interno di una linea di rifornimento dei Cyloni. La battaglia NCD2539 ha inizio.
  - Il piano fallisce a causa dell'intervento di Karl Agathon.
  - A bordo della base stellare Baltar viene interrogato e torturato da Numero tre e Caprica-Sei.

#### Eroe
- 935º giorno:
  - Il Presidente Roslin e Tory Foster preparano un piano per festeggiare il 45º anno di servizio dell'Ammiraglio Adamo.
  - Numero Tre comincia ad avere strane visioni.
  - Il Galactica salva Daniel Novacek che per oltre due anni è stato un prigioniero di guerra Cylone.
  - Adamo confessa a suo figlio che probabilmente la missione Novacek è stata la possibile causa della caduta delle Dodici Colonie.
- 936º giorno:
  - Saul Tigh confida a Novacek a proposito delle decisioni di Adamo nella sua missione fallita.
  - Novacek attacca Adamo e cerca di ucciderlo, ma viene fermato da Tigh.
- 937º giorno:
  - Numero Tre comincia una serie di suicidi per provare l'esperienza di una visione a proposito di cinque individui vestiti di bianco.
  - Adamo rassegna le dimissioni alla Roslin, ma lei non le accetta.
- 938º giorno:
  - Novacek viene assegnato ad un'altra nave come consulente.
  - Tigh e Adamo si riconciliano.

#### Conti in sospeso
Alcuni avvenimenti narrati in questo episodio riguardano i giorni da 420 in poi su New Caprica. 
- 950º giorno:
  - Sul Galactica l'equipaggio scarica l'aggressività in un torneo di boxe.
  - Kara Thrace e Lee Adamo si combattono sul ring e si riconciliano.

#### Il passaggio
Linea temporale non disponibile per questo episodio.
- La nave dei viveri è contaminata.
- Saul Tigh torna ad essere un ufficiale esecutivo sul Galactica.
- Sharon Agathon ritorna della sua missione di ricognizione attraverso un pericoloso ammasso stellare con informazioni riguardanti un pianeta pieno di alghe commestibili.
- I Raptor scortano con successo la flotta attraverso l'ammasso stellare, con qualche nave persa e perdita di vite umane tra cui Louanne Katraine.

#### L'occhio di Giove
Linea temporale non disponibile per questo episodio. 
- 14-15º giorno della missione di rifornimento (dopo gli avvenimendi de Il passaggio):
  - I coloni si preparano a lasciare il pianeta delle alghe.
  - Tyrol trova il Tempio dei Cinque.
  - Una flotta Cyloni arriva e tenta di negoziare per l'Occhio di Giove. Entrambe le parti restano in attesa. Adamo dichiara di distruggere l'Occhio se i Cyloni provano ad atterrare.
  - Il ruolo del Presidente Roslin nel nascondere Hera Agathon viene rivelato all'ammiraglio Adamo e ai genitori.
  - Un gruppo di centurioni Cylone abbatte il Raptor di Scorpion.
  - L'Ammiraglio Adamo, in risposta all'incursione Cylone, si prepara a distruggere il pianeta.

#### Gli ultimi cinque
Linea temporale non disponibile per questo episodio. 
- Questo episodio narra fatti immediatamente seguenti a L'occhio di Giove: 
  - Baltar, D'Anna Biers e un Cavil atterrano sul pianeta.
  - Sharon Agathon recupera la figlia Hera; Caprica-Sei viene imprigionata.
  - D'Anna ha una visione attraverso l'Occhio di Giove, riconosce uno degli ultimi cinque e muore.
  - Baltar viene catturato e  riportato sul Galactica
  - La stella diventa una nova e distrugge il pianeta delle alghe.
  - I Cyloni bloccano l'intera catena di Numero Tre.
- In un periodo tra Gli ultimi cinque e Un attimo di pausa:
  - Il bar di Joe viene aperto in uno degli hangar del Galactica.

#### Un attimo di pausa
Pur non essendoci riferimenti temporali concreti per indicare quanto sia passato dall'episodio "Gli ultimi cinque", la Barba di Gaius Baltar è cresciuta molto e le bruciature sulle mani di Scorpion sono completamente guarite, quindi si può dedurre che siano passate alcune settimane tra i due episodi.
- Gaius Baltar viene interrogato dall'Ammiraglio Adamo e dal Presidente Roslin con l'ausilio di una droga psicotropa.
- Roslin e Adamo concordano sul fatto che Gaius Baltar debba avere un processo equo.
- Caprica-Sei è pronta a testimoniare contro Baltar per l'immunità (SciFi.com, scena bonus)

#### Il medico della morte
Linea temporale non disponibile per questo episodio.
- Trecento profughi dalla nave civile Threa Sita, tra cui 51 Sagittariani vengono imbarcati sul Galactica. Vengono stipati in un hangar inutilizzato insieme ad altre persone che già vivono li e che hanno soprannominato il luogo "Dogsville".
- Il Capitano Karl Agathon ferma il dottor Michael Robert dal portare a termine l'eutanasia dei Sagittariani.

#### Anniversario di matrimonio
Gli eventi di questo episodio hanno luogo 49 giorni dopo gli eventi de Gli ultimi cinque. Nessun contatto con i Cyloni da allora.
- L'Ammiraglio Adamo fa continui sogni a occhi aperti sulla moglie morta, Carolanne, e sul loro lungo divorzio, proprio nel giorno del loro anniversario di nozze.
- L'Ammiraglio Adamo e il Presidente Laura Roslin discutono sul protocollo da seguire e sui problemi logistici dell'imminente processo a Gaius Baltar; chiedono aiuto a Lee Adamo.
- Durante un lavoro di manutenzione, Galen e Cally Tyrol rimangono intrappolati in una cabina a bassa pressione.
- I Tyrol vengono tratti in salvo e ricoverati in infermeria per malattia da decompressione.

#### Mani sporche
Impossibile valutare la data esatta, ma a quanto dice la Roslin, il legale di Baltar ha contrabbandato messaggi dalla cella per molte settimane.
- La Coloniale Uno viene colpita da un Raptor fuori controllo a causa di carburante contaminato; ne la Roslin ne il suo staff vengono feriti gravemente.
- Uno sciopero sulla nave raffineria di tylium causa molti problemi, presto risolti.
- Il Libro manifesto pubblicato di nascosto da Baltar complica il procedimento legale della Roslin contro il prigioniero.
- Seelix viene promossa e la sua candidatura a pilota accettata.

#### Tragico epilogo
Linea temporale non disponibile per questo episodio; comunque, comincia quattro giorni dopo il rifornimento di tutta la flotta.
- Kara Thrace muore in un vortice gassoso.

#### Anche i figli si ribellano
Gli eventi di questo episodio hanno luogo due settimane dopo "Tragico epilogo". Aaron Kelly dice di fare il suo lavoro "da due anni", che sicuramente è una valutazione per difetto, ma indica anche che non sono passati ancora tre anni (1095 giorni) dall'olocausto.
- L'avvocato di Baltar, Alan Hughes, viene ucciso da una bomba.
- Romo Lampkin diventa il nuovo difensore di Gaius Baltar.
- Lampkin viene ferito da una bomba; il marine di guardia, Cheadle, muore nel salvargli la vita.
- Aaron Kelly si rivela essere il bombarolo.

#### Crocevia, parte I
L'episodio ha luogo all'incirca un mese e mezzo dopo "Anche i figli si ribellano"; in quell'episodio William Adamo dice che il processo di Baltar inizierà dopo due settimane. Comunque il primo episodio della 4ª stagione narra fatti avvenuti oltre due mesi dopo "Tragico epilogo", senza nessuno specifico punto temporale da "Crocevia, Parte I" al primo episodio della 4ª stagione. Così sembra che il processo sia cominciato più tardi di quanto detto da Adamo.
- Il processo di Baltar è iniziato.
- La flotta si avvicina a una nebulosa ionica, ma a diversi salti di distanza.
- Samuel Anders, Tory Foster, Galen Tyrol e Saul Tigh cominciano a sentire una strana e confusa melodia.
- Viene rilevata una flotta di basi stellari Cylone.
- Durante il contro interrogatorio nel processo la Roslin rivela che il suo cancro è tornato.
- Lee Adamo rassegna le dimissioni da ufficiale dopo una discussione con l'ammiraglio Adamo.

#### Crocevia, parte II
L'episodio continua praticamente subito dopo "Crocevia, Parte I". Romo Lampkin pone il colloquio tra Lee Adamo e suo padre dell'episodio precedente a "quattro giorni fa".
- Sharon Agathon, Laura Roslin e Caprica-Sei scoprono di fare lo stesso sogno a proposito di Hera Agathon.
- Nel processo a Baltar, Lee Adamo fa una sorprendente testimonianza sugli errori, il perdono e Baltar.
- Baltar viene prosciolto da tutte le accuse.
- Le navi della flotta perdono tutta la potenza appena si avvicinano alla nebulosa ionica.
- Foster, Anders, Capo Tyrol e Tigh sentono la strana melodia con più chiarezza, vengono spinti ad incontrarsi, e scoprono di essere Cyloni.
- La flotta Cyloni arriva, ma la flotta coloniale non può partire, quindi assume una formazione di difesa.
- Apollo vola per investigare su uno strano contatto DRADIS, e trova un Viper Mark II pilotato da Kara Thrace, apparentemente viva e in buona salute, con informazioni su come raggiungere la terra.

Quarta stagione
Episodi_di_Battlestar_Galactica_(quarta_stagione)Episodi di Battlestar Galactica (quarta stagione)